# Nuestra Belleza Latina
Nuestra Belleza Latina (français: Notre beauté latine) est un concours de beauté féminine et une émission de télé-réalité produite par Univision.

## Concept
Après la fin des castings dans six villes différentes aux États-Unis et de Porto Rico. Entre douze et quatorze finalistes séjournent dans un hôtel de Miami et s'affrontent chaque semaine dans différents défis comme la danse, le téléprompteur, les défilés de mode, l'entraînement physique, etc.
Le public vote pour leur candidate préférée par téléphone ou par SMS. Il est censé voter par rapport aux performances de la candidate, et non par rapport à la nationalité. Par conséquent, il est permis d'avoir plus d'un candidat du même pays ou de la même nationalité. Semaine après semaine, les trois finalistes qui ont le moins de votes sont en danger, ce qui signifie que l'une est sauvée par les autres participantes, une autre par les juges et une autre est éliminée, même si dans certains cas exceptionnels, une candidate qui a été disqualifiée, est remplacée par une demi-finaliste. Seulement, une double élimination s'est produite en 2011.
La gagnante du concours règne avec le titre de Nuestra Belleza Latina pendant un an. Elle remporte également un contrat avec la chaîne télévisée latino-américaine Univision ainsi que d'autres contrats signés avec plusieurs entreprises sponsors. Elle a une chance de gagner plus de 250 000 dollars en liquide et des cadeaux lui sont attribués. En 2010, comme bonus supplémentaire, la finaliste a eu la possibilité de devenir animatrice de l'émission de télévision Sabado Gigante et d'obtenir un grand prix de 50 000 dollars ainsi qu'en 2011 et 2015.

## Participants

### Présentateurs
Présentateur principal
 Co-présentateur
| Présentateurs        | Saison 1 | Saison 2 | Saison 3 | Saison 4 | Saison 5 | Saison 6 | Saison 7 | Saison 8 | Saison 9 | Saison 10 | Saison 11 | Saison 12 |
| -------------------- | -------- | -------- | -------- | -------- | -------- | -------- | -------- | -------- | -------- | --------- | --------- | --------- |
| Chiquinquirá Delgado |          |          |          |          |          |          |          |          |          |           |           |           |
| Javier Poza          |          |          |          |          |          |          |          |          |          |           |           |           |
| Giselle Blondet      |          |          |          |          |          |          |          |          |          |           |           |           |
| Alejandra Espinoza   |          |          |          |          |          |          |          |          |          |           |           |           |
| Pedro Moreno         |          |          |          |          |          |          |          |          |          |           |           |           |
| Francisca Lachapel   |          |          |          |          |          |          |          |          |          |           |           |           |

### Jury
Juge
 Coach
 Invité
| Juges                  | Saison 1 | Saison 2 | Saison 3 | Saison 4 | Saison 5 | Saison 6 | Saison 7 | Saison 8 | Saison 9 | Saison 10 | Saison 11 | Saison 12 |
| ---------------------- | -------- | -------- | -------- | -------- | -------- | -------- | -------- | -------- | -------- | --------- | --------- | --------- |
| Osmel Sousa            |          |          |          |          |          |          |          |          |          |           |           |           |
| Jomari Goyso           |          |          |          |          |          |          |          |          |          |           |           |           |
| Jacqueline Bracamontes |          |          |          |          |          |          |          |          |          |           |           |           |
| Daniel Arenas          |          |          |          |          |          |          |          |          |          |           |           |           |
| Lupita Jones           |          |          |          |          |          |          |          |          |          |           |           |           |
| Jencarlos Canela       |          |          |          |          |          |          |          |          |          |           |           |           |
| Alicia Machado         |          |          |          |          |          |          |          |          |          |           |           |           |
| Denise Quiñones        |          |          |          |          |          |          |          |          |          |           |           |           |
| Julián Gil             |          |          |          |          |          |          |          |          |          |           |           |           |
| Jorge Aravena          |          |          |          |          |          |          |          |          |          |           |           |           |
| Carlos Calderón        |          |          |          |          |          |          |          |          |          |           |           |           |
| Giselle Blondet        |          |          |          |          |          |          |          |          |          |           |           |           |
| Denise Bidot           |          |          |          |          |          |          |          |          |          |           |           |           |
| El Dasa                |          |          |          |          |          |          |          |          |          |           |           |           |

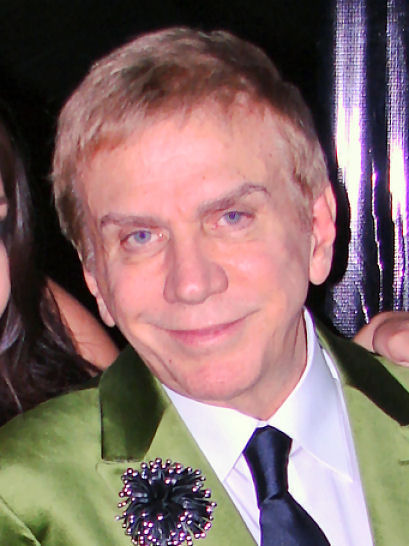
Osmel Sousa
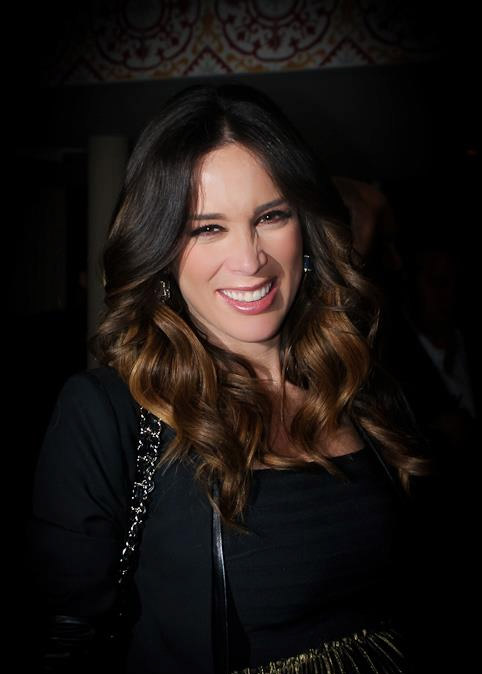
Jacqueline Bracamontes
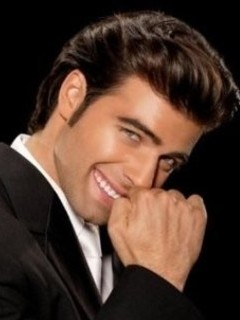
Jencarlos Canela
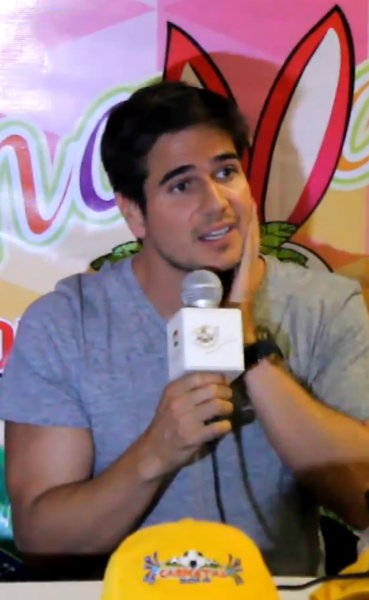
Daniel Arenas
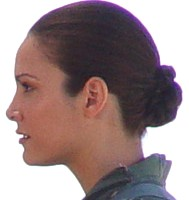
Denise Quiñones
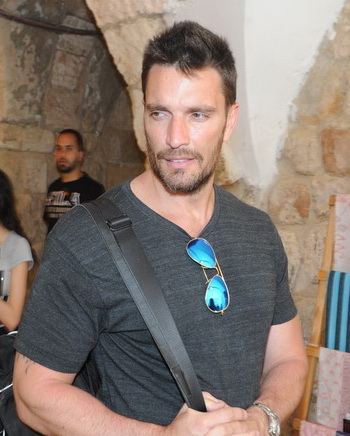
Julián Gil

## Déroulement des saisons
| Saison | Début             | Fin              | Gagnant                 | Pays représentant      | Second                  | Autres finalistes | Candidates | Présentateurs                                        |
| ------ | ----------------- | ---------------- | ----------------------- | ---------------------- | ----------------------- | --- | ---------- | ---------------------------------------------------- |
| 1      | 27 mars 2007      | 25 mai 2007      | Alejandra Espinoza      | Mexique                | Mayra Muñoz             | Marlene Alvarez, Lorraine Lara, Joana Parra, Martha Maria López, Angie Chavez, Madelis Soto, Giselle Sousa, Raengel Solis, Elizabeth López et Yara Lasanta                                                            | 12         | Giselle Blondet                                      |
| 2      | 29 février 2008   | 27 mai 2008      | Melissa Marty           | Porto Rico             | Emeraude Toubia         | Jannet Manzanarez, Leana Astorga, Dayanira Varela, Aideliz Hidalgo, Genesis Seguias, Natalia Rivera, Manuela Arbeláez, Leticia Castro, Zoila Ceballos et Dayami Padron                                                | 12         | Giselle Blondet                                      |
| 3      | 1er mars 2009     | 17 mai 2009      | Greydis Gil             | Cuba                   | Marycarmen López        | Francheska Mattei, Stephanie Figueroa, Vanessa Lotero, Anna Valencia, Susie De Los Santos, Chastelyn Rodriguez, Jennifer Andrade, Mónica Pastrana, Berenice Guzmán, Janice Bencosme, Mónica De León et Catalina López | 14         | Giselle Blondet                                      |
| 4      | 9 mars 2010       | 23 mai 2010      | Ana Patricia González   | Mexique                | Carolina Ramírez        | Agostina Fusari, Indiana Sánchez, Cynthia Pina, Mayra Zavala, Rossibell Mateos, Heidy Alvarado, Fabiola Barinas, Lisandra De La Cruz, Barbara Moros et Tatiana Delgado                                                | 12         | Giselle Blondet                                      |
| 5      | 6 mars 2011       | 22 mai 2011      | Nastassja Bolívar       | Nicaragua              | Gredmarie Colón         | Yahaira Núñez, Paulette Acosta, Juliete Cabrera, Jocell Villa, Darla Delgado, Maribel de Santiago, Diana Cano, Patricia Corcino, Miriam Hernandez, Jenny Arzola et Nicole Suárez                                      | 13         | Giselle Blondet                                      |
| 6      | 4 mars 2012       | 20 mai 2012      | Vanessa De Roide        | Porto Rico             | Setareh Khatibi         | Ligia De Uriarte, Tatiana Ares, Elizabeth Robaina, Naomi Marroquin, Chanty Vargas, Ivanna Rodriguez, Shalimar Rivera, Fanny Vargas, Nataliz Jimenez et Karol Scott                                                    | 12         | Giselle Blondet                                      |
| 7      | 10 mars 2013      | 19 mai 2013      | Marisela de Montecristo | Salvador               | Audris Rijo             | Lilia Fifield, Fernanda Loconsolo, Karina Hermosillo, Essined Aponte, Zuleyka Silver, Barbara Falcon, Odaray Prats, Marina Ruiz, Barbara Turbay et Viviana Ortiz                                                      | 12         | Giselle Blondet                                      |
| 8      | 16 février 2014   | 18 mai 2014      | Aleyda Ortiz            | Porto Rico             | Josephine Ochoa         | Carolina Verdura, Maria Delgado, Yesenia Hernández, Valeria Moreno, Gabriela Alvarez, Priscilla Sanchez, Maria Elena Anaya, Alina Robert, Aly Villegas et Nabila Tapia                                                | 12         | Chiquinquirá Delgado Alejandra Espinoza Pedro Moreno |
| 9      | 18 janvier 2015   | 12 avril 2015    | Francisca Lachapel      | République dominicaine | Nathalia Casco          | Anayeli De Santiago, Nadyalee Torres, Gloricely Loug, Bridget Ruiz, Lisandra Silva, Cynthia Perez, Geisha Montes de Oca, Mariana Torres, Clarissa Molina et Catherine Castro                                          | 12         | Chiquinquirá Delgado Javier Poza                     |
| 10     | 21 janvier 2016   | 15 mai 2016      | Clarissa Molina         | République dominicaine | Setareh Khatibi         | Lisandra Silva, Berenice Guzman, Anna Valencia, Zoila Ceballos, Nathalia Casco, Josephine Ochoa, Patricia Corcino, Ligia de Uriarte, Barbara Turbay et Catherine Castro                                               | 12         | Chiquinquirá Delgado Javier Poza Francisca Lachapel  |
| 11     | 27 octobre 2018   | 2 décembre 2018  | Migbelis Castellanos    | Venezuela              | Yaritza Owen            | Nobiraida Infante, Andrea Bazarte, Brenda Smith, Carmen Batiz, Elvira Reyes, Sheila Laza, Arana Lemus, Vanessa Romo, Andrea González, Massiel Mantilla, Nancy Alejandre et Ceylin Rosario                             | 14         | Modèle:Alejandra Espinoza                            |
| 12     | 26 septembre 2021 | 21 novembre 2021 | Sirey Morán             | Honduras               | Fabién de la Concepción | Alejandra Argudo, Dhanna Barnique, Melissa Alemán, Yelus Ballestas, Mía Dio, Clauvid Dály, Jaky Magaña, Raishmar Carrillo, Génesis Suero et Lupita Valero                                                             | 12         | Alejandra Espinoza                                   |

### Galerie

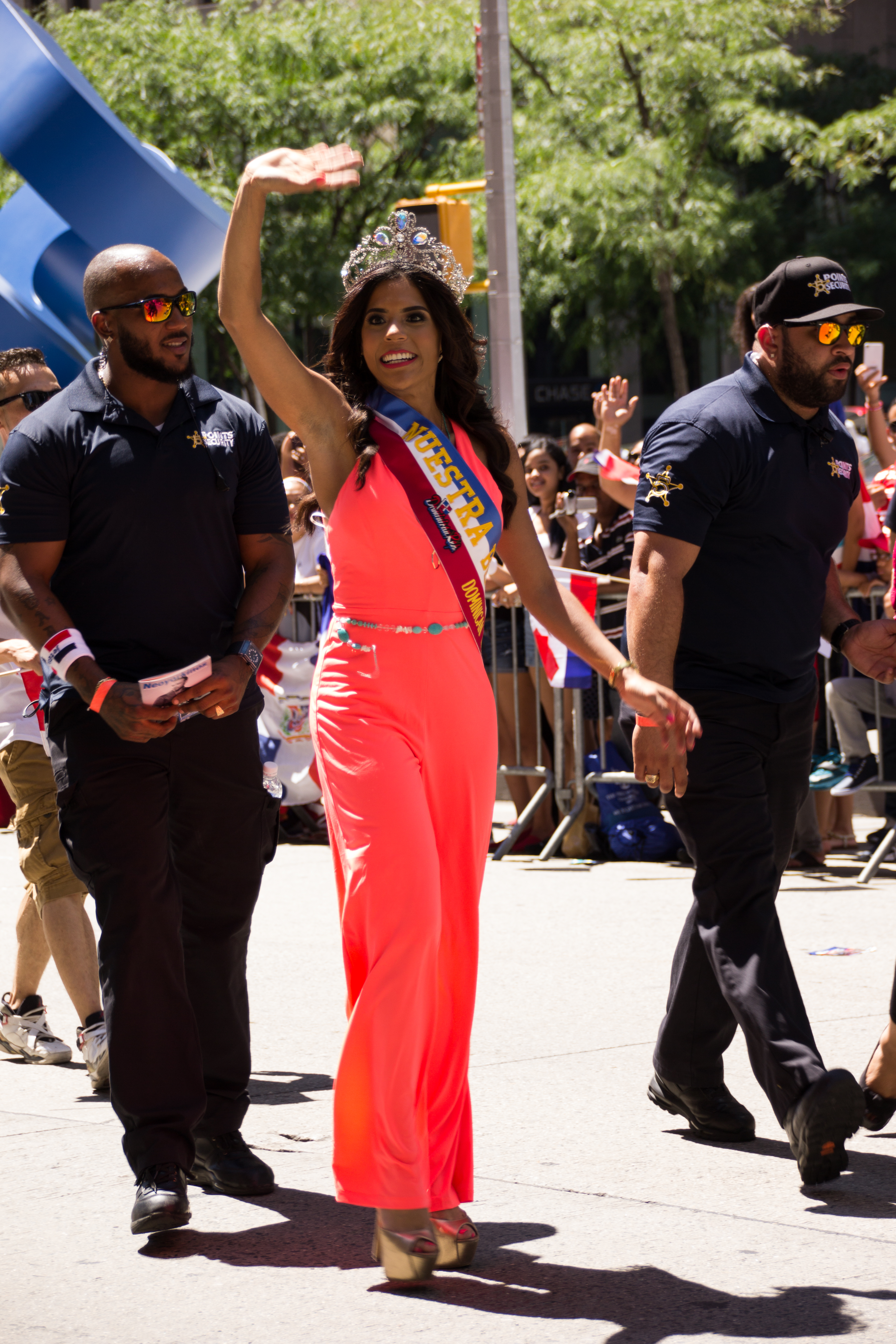
Francisca Lachapel, Nuestra Belleza Latina 2015,  République dominicaine
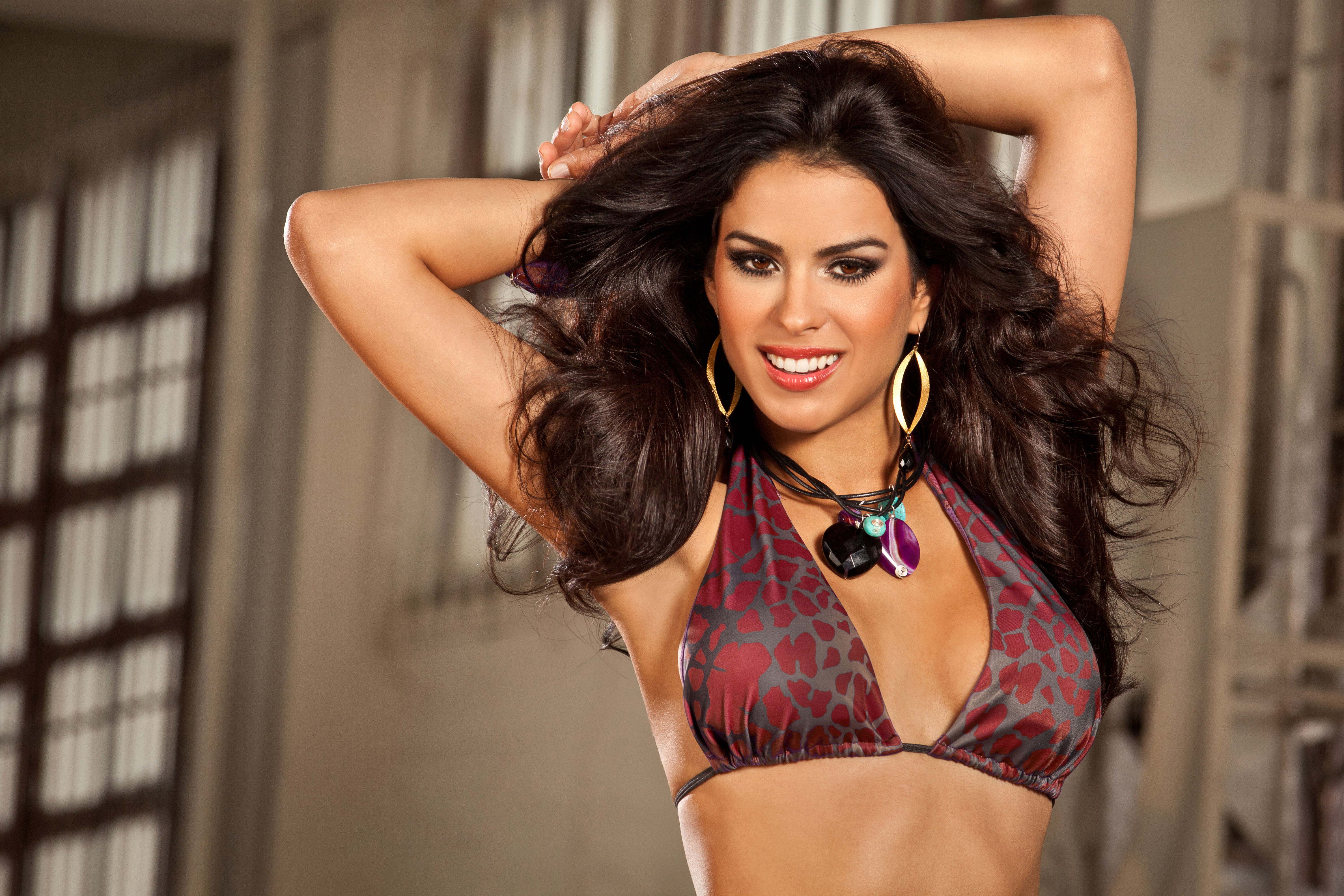
Vanessa De Roide, Nuestra Belleza Latina 2012,  Porto Rico
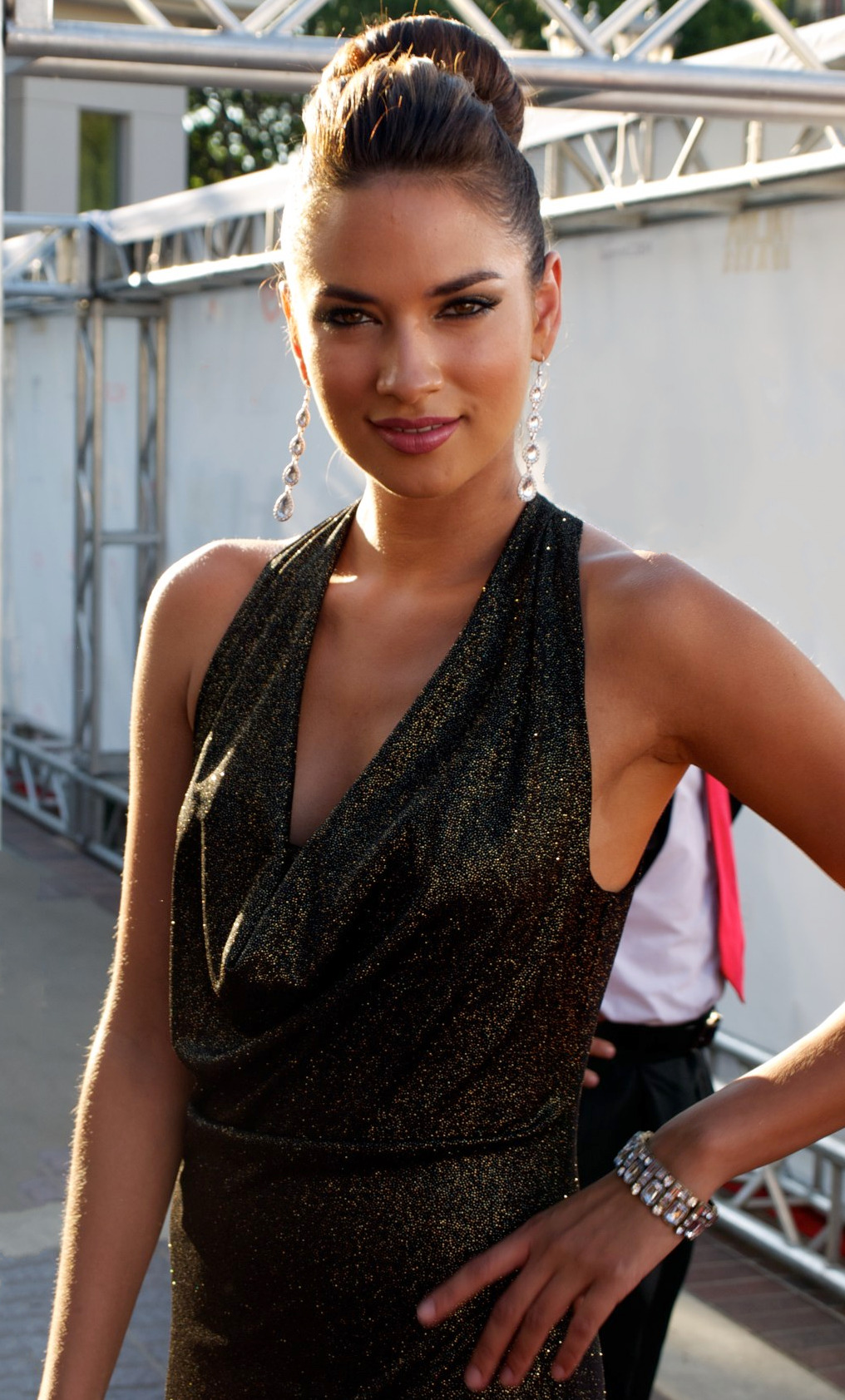
Alejandra Espinoza, Nuestra Belleza Latina 2007,  Mexique